# مايك غرينغر
مايك غرينغر (بالإنجليزية: Mike Granger)‏ هو منافس ألعاب قوى أمريكي، ولد في 17 مارس 1991 في هيكوري في الولايات المتحدة.

## وصلات خارجية
- مايك غرينغر على موقع الاتحاد الدولي لألعاب القوى (الإنجليزية)